# Чемпионат России по дзюдо 2007
16-й чемпионат России по дзюдо проходил в Санкт-Петербурге с 8 по 11 ноября 2007 года.

## Медалисты

### Мужчины
| Категория                   | Золото                         | Серебро                         | Бронза                                         |
| --------------------------- | ------------------------------ | ------------------------------- | ---------------------------------------------- |
| Наилегчайший вес (до 60 кг) | Евгений Станев Санкт-Петербург | Евгений Кудяков Санкт-Петербург | Арсен Галстян ЮФО Иван Мартынов Москва         |
| Полулёгкий вес (до 66 кг)   | Виталий Верхотуров ЮФО         | Илья Дунцис СФО                 | Денис Павлов Москва Муса Могушков ЮФО          |
| Лёгкий вес (до 73 кг)       | Артём Артемьев Москва          | Мурат Кодзоков ЮФО              | Денис Мухин ПФО Илья Кокович Москва            |
| Полусредний вес (до 81 кг)  | Алибек Башкаев ЮФО             | Ульян Ракшня СФО                | Сиражудин Магомедов ЮФО Иван Нифонтов СФО, ЦФО |
| Средний вес (до 90 кг)      | Хасанби Таов ЮФО               | Павел Базанов СФО               | Кирилл Денисов УФО Каплан Братов ЮФО           |
| Полутяжёлый вес (до 100 кг) | Алексей Леденёв Москва         | Сергей Самойлович СЗФО          | Вячеслав Михайлин Москва Асхаб Костоев ЮФО     |
| Тяжёлый вес (свыше 100 кг)  | Александр Михайлин Москва      | Максим Брянов УФО               | Владимир Трусов ЦФО Николай Барабанов ЦФО      |
| Абсолютный вес              | Дмитрий Стерхов СФО            | Артур Хурсинов ЮФО              | Олег Хорпяков Москва Александр Михайлин Москва |

### Женщины
| Категория                   | Золото                           | Серебро                             | Бронза                                       |
| --------------------------- | -------------------------------- | ----------------------------------- | -------------------------------------------- |
| Наилегчайший вес (до 48 кг) | Наталья Самойлова ПФО            | Людмила Богданова Санкт-Петербург   | Кристина Румянцева ПФО Рада Абдрахманова УФО |
| Полулёгкий вес (до 52 кг)   | Наталья Кузютина ЦФО             | Екатерина Буравцева Санкт-Петербург | Оксана Карзакова УФО Мария Проскура Москва   |
| Лёгкий вес (до 57 кг)       | Наталья Юхарева Санкт-Петербург  | Екатерина Мельникова ПФО            | Наталья Арановская ЮФО Ольга Сонина СФО      |
| Полусредний вес (до 63 кг)  | Любовь Бельская СФО              | Анастасия Белоиванова Москва        | Наринэ Заимцян Москва Юлия Котова ЦФО        |
| Средний вес (до 70 кг)      | Наталья Казанцева УФО            | Маргарита Гурциева ЮФО              | Юлия Кузина ПФО Юлия Семёнова ЦФО            |
| Полутяжёлый вес (до 78 кг)  | Марина Морозова СЗФО             | Анастасия Дмитриева Москва          | Инга Пырх УФО Полина Чеканина УФО            |
| Тяжёлый вес (свыше 78 кг)   | Теа Донгузашвили Санкт-Петербург | Елена Иващенко СФО                  | Наталья Соколова СФО Анаид Мхитарян УФО      |
| Абсолютный вес              | Елена Иващенко СФО               | Марина Диброва Санкт-Петербург, ПФО | Ксения Чибисова УФО Светлана Федосеенко СФО  |